# Boganda
Boganda est une commune de République centrafricaine située dans la préfecture de Lobaye, dont elle constitue le chef-lieu de l’une des cinq sous-préfectures. Elle doit son nom à Barthélémy Boganda, qui y a trouvé la mort, lors d’un accident d’avion survenu en 1959.

## Géographie

### Situation
Le village est situé dans une zone de savane marécageuse au sud de la route nationale RN6 à 55 km à l’ouest de Boda, sur la rive gauche de la rivière Lobaye. Il est distant de 247 km de Bangui.
| Gadzi  | Boganangone | La Mbi |
| Carnot | Boganda     | Lessé  |
| Bambio | Lobaye      | Boda   |

## Histoire

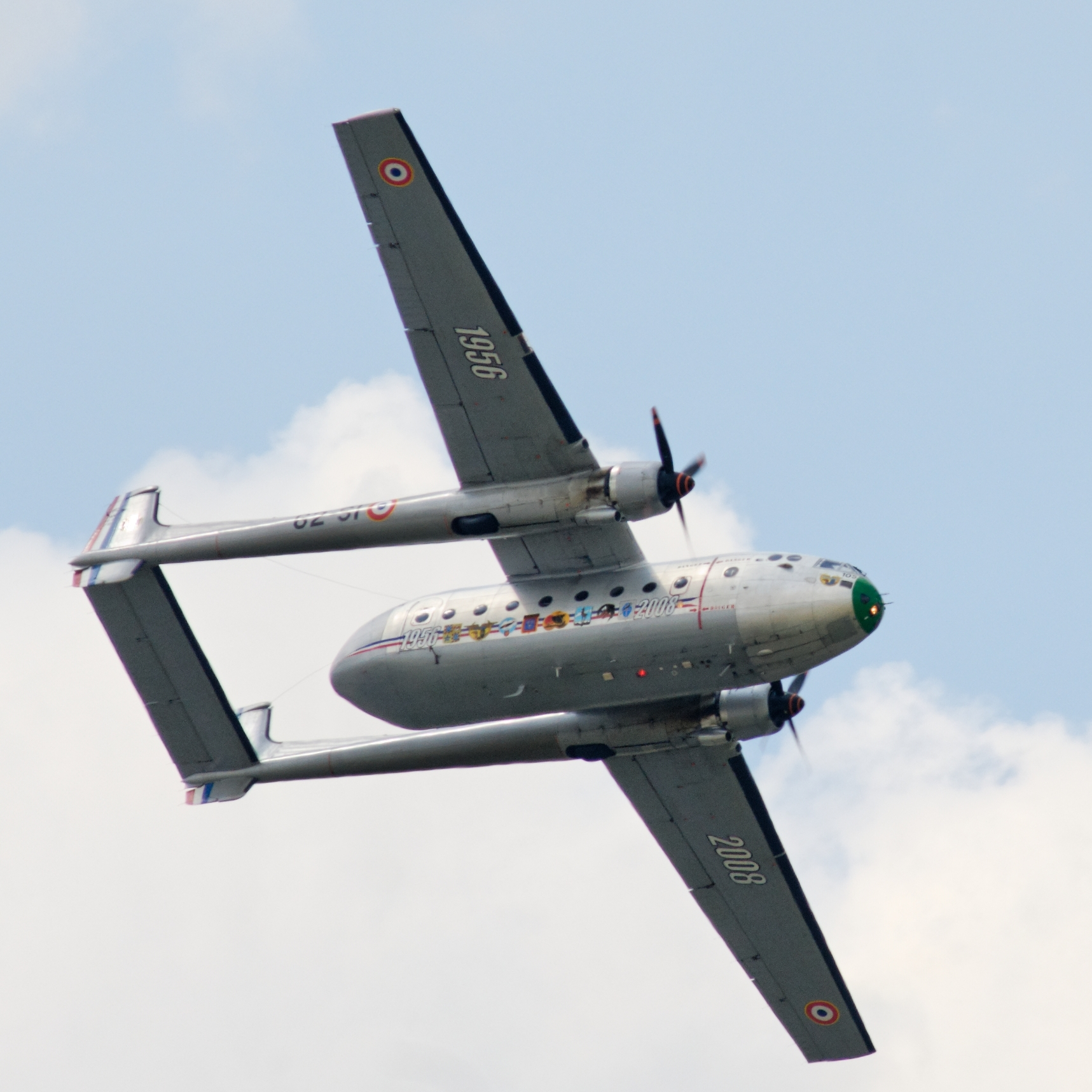
Noratlas

- Le 29 mars 1959, Barthélémy Boganda décède dans un accident d’avion reliant Berbérati à Bangui[1]. Les débris sont retrouvés à proximité du village de Boukpayanga.
- En 1961, le préfet de la Lobaye, créé sur les lieux de l’accident, un village, constitué de populations issues des villages proches de Boukpayanga, Gbabanga et Ndengui. Les huit sites qui abritent les restes de l’épave du Noratlas sont des lieux de commémotation du père fondateur de la République centrafricaine[2].
- Depuis 1994, la localité est le chef-lieu de l’une des cinq sous-préfectures de la Lobaye. Elle est issue d’une partie du territoire de la sous-préfecture de Boda.

## Administration
La commune de Boganda constitue l’unique commune de la sous-préfecture.

### Villages
La commune compte 40 villages : Babili, Bankoé, Batondé, Bédélé, Bodjoula, Bogali, Boganado, Boganda, Bogoin, Bogoto-Bogouin, Bombodo, Bonini, Bossélé, Bosséoui, Bosséwi, Bossongoro, Boté, Boyo, Camp Musulman, Camp Sélé, Dongoubou, Doukoubou, Gbabanda, Gbadolé, Gbangbo, Kakata, Loukangué, Makanza, Mambévé, Mbounza, Ndambou, Ndéngué,  Ndéngui, Ndoddé, Noukana, Sanyélé, Télékpa, Tondombo, Yawa.

## Représentation politique
La sous-préfecture de Boganda est constituée d’une circonscription électorale législative.
| Date d'élection | Identité                         | Parti       |
| --------------- | -------------------------------- | ----------- |
| 2016            | Petros Michael Miabe-Mai Dekongo | indépendant |